# Ilyushin Il-10
O Ilyushin Il-10 (Cirílico: Илью́шин Ил-10, nome de código da NATO : "Beast")) foi um caça de ataque ao solo soviético desenvolvido no final da segunda guerra mundial pela companhia Ilyushin. foi licenciado para ser construído pela Avia na Checoslováquia com a designação Avia B-33.  